# Манхатън Лайф Иншурънс Билдинг
Манхатън Лайф Иншурънс Билдинг е един от най-старите небостъргачи в света, намирал се е в Манхатън, Ню Йорк, САЩ.
Височината му е била 106,1 метра и е завършен през 1894 година. Сградата е първата в света с височина над 100 метра, но е изместена от лидерството малко по-късно от Милуоки Сити Хол.
Съществува до 1930 година, когато е разрушена и на нейно място е построен „Ървинг Тръст Банк Билдинг“.